# Kriegsverdienstkreuz (Lippe)

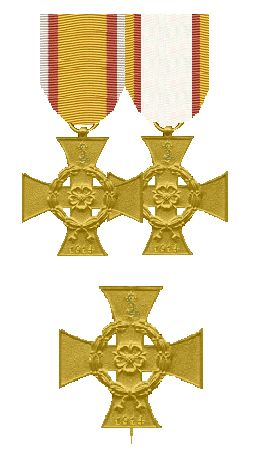
Lippisches Kriegsverdienstkreuz

Das Kriegsverdienstkreuz wurde am 8. Dezember 1914 durch Fürst Leopold IV. zur Lippe gestiftet und konnte an alle Personen verliehen werden, die sich durch Tapferkeit bzw. besondere Leistungen im Kriege, oder durch in der Heimat erworbene Verdienste um die Interessen der Armee z. B. Leistungen für die Truppen, Sorge um die Verwundeten, amtliche oder private Tätigkeit, welche den kriegerischen Erfolg fördern, verdient gemacht haben.
Das aus Geschützbronze gefertigte Kreuz hat die Form des Eisernen Kreuzes. In der Mitte ist die Lippische Rose zu sehen, die von einem Lorbeerkranz umschlossen ist. Auf dem oberen Kreuzarm ein von der Fürstenkrone überragtes großes L, im unteren Kreuzarm die Jahreszahl 1914. Rückseitig in den Kreuzarmen die Inschrift (von oben nach unten) FÜR AUSZEICHNUNG IM KRIEGE.
Für Kriegsverdienste ist das Ordensband goldgelb mit je einem roten und weißen Seitenstreifen, für Heimatverdienst weiß mit roten und goldgelben Seitenstreifen.
Mit der Abdankung des Fürsten Leopold IV. am 11. November 1918 wurde der Orden nicht mehr verliehen.